# Snowbirds Don't Fly
"Snowbirds Don't Fly" is een tweedelige anti-drugsstripverhaal dat verscheen in Green Lantern/Green Arrow nummer 85 en 86, gepubliceerd door DC Comics in 1971. Het verhaal was geschreven door Dennis O'Neil en Neal Adams. Neal Adams verzorgde ook de tekeningen samen met Dick Giordano. Het vertelt het verhaal van Green Lantern en Green Arrow, die tegen drugdealers vechten, en vervolgens getuigen hoe Green Arrow's pupil en sidekick Roy "Speedy" Harper zelf een drugsverslaafde is. Het verhaal wordt gezien als een zeer belangrijk punt in het afbeelden van volwassen thema's in DC Comics. De lijn op de voorpagina luidt: "DC attacks youth's greatest problem... drugs!" (DC valt het grootste probleem van de jeugd aan... drugs!)

## Plot
In het eerste deel (Green Lantern/Green Arrow #85), wordt Green Arrow (Oliver Queen) overvallen door straatrovers die hem neerschieten met een kruisboog. Vreemd genoeg is het wapen geladen met een van zijn eigen pijlen. Nadat hij is hersteld, spoort hij de aanvallers op, en schakelt daarbij de hulp in van zijn beste vriend, de Green Lantern Hal Jordan. De twee helden komen erachter dat de straatrovers junkies zijn die geld nodig hebben voor hun verslaving. Dan ontdekken ze dat Queen's sidekick Speedy (Roy Harper) bij de verslaafden is. Eerst denken ze dat hij undercover werkt om de schurken te verslaan, maar Oliver betrapt hem wanneer hij heroïne inneemt. Het wordt duidelijk dat de gestolen pijlen inderdaad van Arrow zijn, die hij samen met Roy deelt tijdens het misdaad bevechten.
In het tweede deel (Green Lantern/Green Arrow #86), vaart een woedende Green Arrow uit tegen zijn pupil. Vol schaamte, stopt Roy meteen met de drugs op de coldturkeymethode, en een van de junkies sterft aan een overdosis. Arrow en Lantern stoppen de leider van de drugsgemeenschap, een farmaceutische directeur die ogenschijnlijk drugsmisbruik afkeurde, en bezoeken de begrafenis van de overleden junkie.

## Achtergrond
In de jaren 60, zou Green Lantern bijna geschrapt worden. Hierdoor kon de schrijver Denny O'Neil veel creatieve vrijheid gebruiken toen hij de tot de serie werd toegewezen. O'Neil vertelde: "door mijn achtergrond in de journalistiek en activisme wilde ik graag de twee dingen waarmee ik werkte combineren. ... Dus dit was mijn kans om te zien of het zou werken. Het een situatie waar niemand iets te verliezen had. En ik denk dat door het schrijven over dingen die mij echt bezighouden, ik een hogere kwaliteit aan mijn werk kon geven. Ook gaf het me echte problemen om op te lossen die nog nooit eerder waren geconfronteerd." De eerste van deze "sociaal gemotiveerde" Green Lantern/Green Arrow-verhalen werd geschreven met Gil Kane als tekenaar, maar Kane stopte uiteindelijk en werd vervangen door Neal Adams.
De reeks was een groot succes en werd ontvangen met veel media aandacht en onderscheidingen, waaronder vijf Shazam Awards. Maar na een tijd voelde Adams alsof ze waren vastgelopen en de verhalen geen echte relevantie meer hadden. Hij wilde graag een verhaal over drugsverslaving publiceren, een onderwerp waar zowel hij en O'Neill ervaring mee hadden; Adams was voorzitter van een ontwenningskliniek, en O'Neill leefde in een buurt met een groot aantal verslaafden. Maar toen Adams de cover tekende met Speedy en een heroïnespuit, werd het project stopgezet door de redacteur Julius Schwartz, omdat het verhaal niet zou worden goedgekeurd door de Comics Code. (De Comics Code verbood het afbeelden van drugsgebruik, ook al was het in een afkeurende context.)
Toen werd Amazing Spider-Man #96-98 (Green Goblin Reborn!) gepubliceerd door de rivaliseerde comicsuitgeverij Marvel Comics, een verhaal over de worsteling van de drugsverslaving van Harry Osborn. Het was de eerste comic dat werd uitgegeven zonder het zegel van goedkeuring van de Comics Code Authority sinds 1954, toen de Authority was opgericht. De strip ontving veel lof, en de Comics Code werd gedeeltelijk herschreven, zodat drugsgebruik nu wel mocht voorkomen, mits het op een negatieve manier werd neergezet. O'Neill en Adams schreven hun verhaal, en wonnen in 1971 een Shazam Award voor "Beste Individuele Verhaal" ermee.
In 2004 noemde de schrijver Jonah Weiland de "Snowbirds Don't Fly" verhaallijn het begin van een tijdperk van maatschappelijk belangrijke vorderingen in comics, zoals het toevoegen van Homoseksualiteit karakters. Ook wordt geloofd dat door deze comic meer aandacht werd gegeven aan andere maatschappelijke onderwerpen. Hierdoor kon bijvoorbeeld Mia Deaden (de opvolger van Roy Harper als Green Arrows/Oliver Queens hulpje "Speedy") geïntroduceerd worden, die niet enkel een slachtoffer is van kinderprostitutie, maar ook hiv-positief is. Ondanks haar tragisch lot, is ze een vrolijke en opgewekte heldin.